# Oosterse wingerd
Oosterse wingerd of ook wel oosterse wilde wingerd (Parthenocissus tricuspidata) is een bladverliezende plant uit de wijnstokfamilie (Vitaceae). De plant is afkomstig uit Japan, Korea, Noord- en Oost-China. In het Nederlands wordt hij soms aangeduid als oosterse of Japanse wilde wingerd of "Boston ivy". De soortaanduiding triscupidata komt van het Latijnse 'tri' (drie) en 'cuspidata' (gepunt).
De oosterse wingerd kan tot 30 meter hoog worden, waarbij hij zich vasthecht met kleine takjes waaraan kleine kleverige hechtschijfjes zitten.

## Kenmerken
De bladeren zijn enkelvoudig, handlobbig met drie lobben, een enkele keer ook vijf of helemaal geen; de grootte van het blad varieert tussen de 5 en 22 centimeter. De bloemen zijn onopvallend, groenachtig en groeien in trosjes. De vrucht is een kleine donkerblauwe druif van ongeveer 5–10 mm in doorsnede. Het verschil tussen oosterse wingerd en vijfbladige wingerd of wilde wingerd (Parthenocissus quinquefolia) is duidelijk te zien aan de bladvorm. Deze laatste heeft vijftallig gedeelde bladen.

## Groei
Net als de verwante wilde wingerd wordt deze plant veel gekweekt als sier- en klimplant om de gevels van huizen te bedekken. Omdat de oosterse wingerd zoveel gekweekt wordt in Boston is aan die stad de naam "Boston Ivy" ontleend.
De plant scheidt calciumcarbonaat af, wat als een kleefstof dient, zodat hij zich aan een muur kan hechten zonder verdere ondersteuning. Hij dringt niet ín het oppervlak van gebouwen, maar hecht zich er alleen aan vast. Schade bij het verwijderen van de plant kan worden voorkomen door de plant zover te laten verdorren dat hij gemakkelijk loslaat.

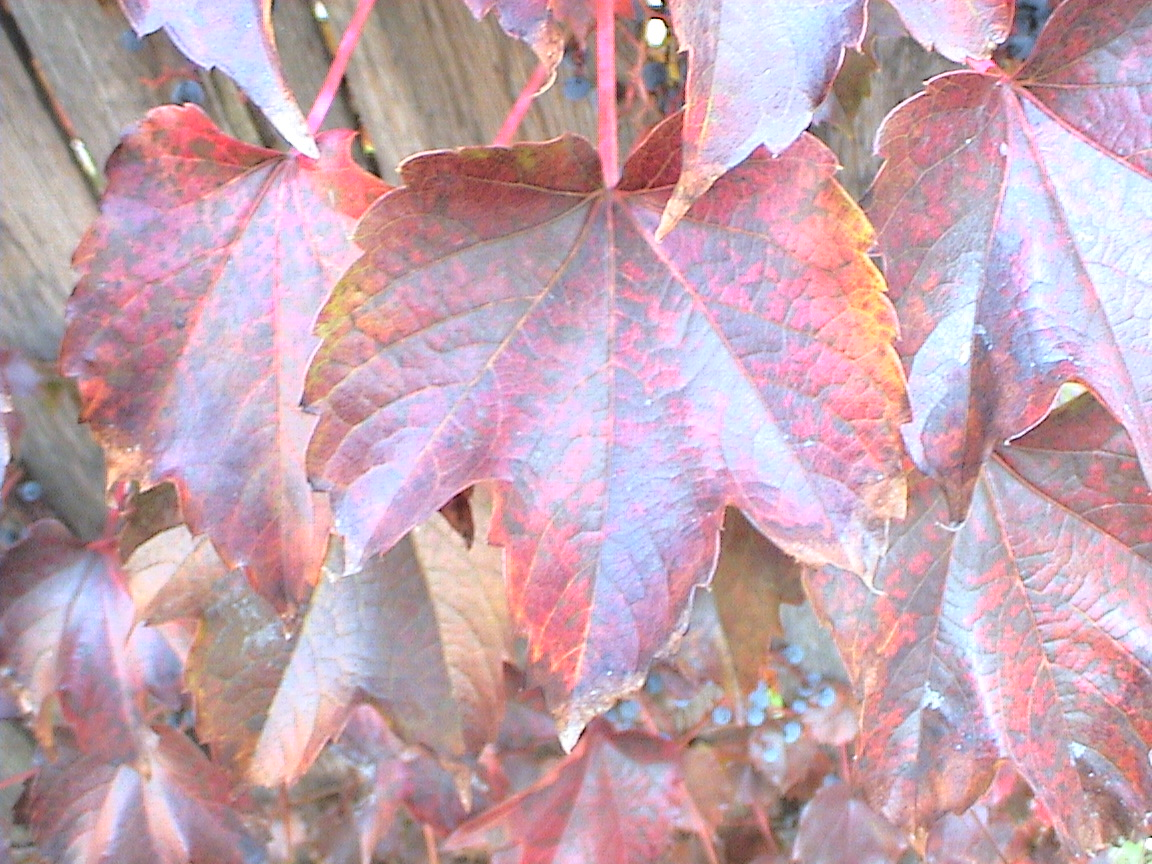
Oosterse wingerd in de herfst
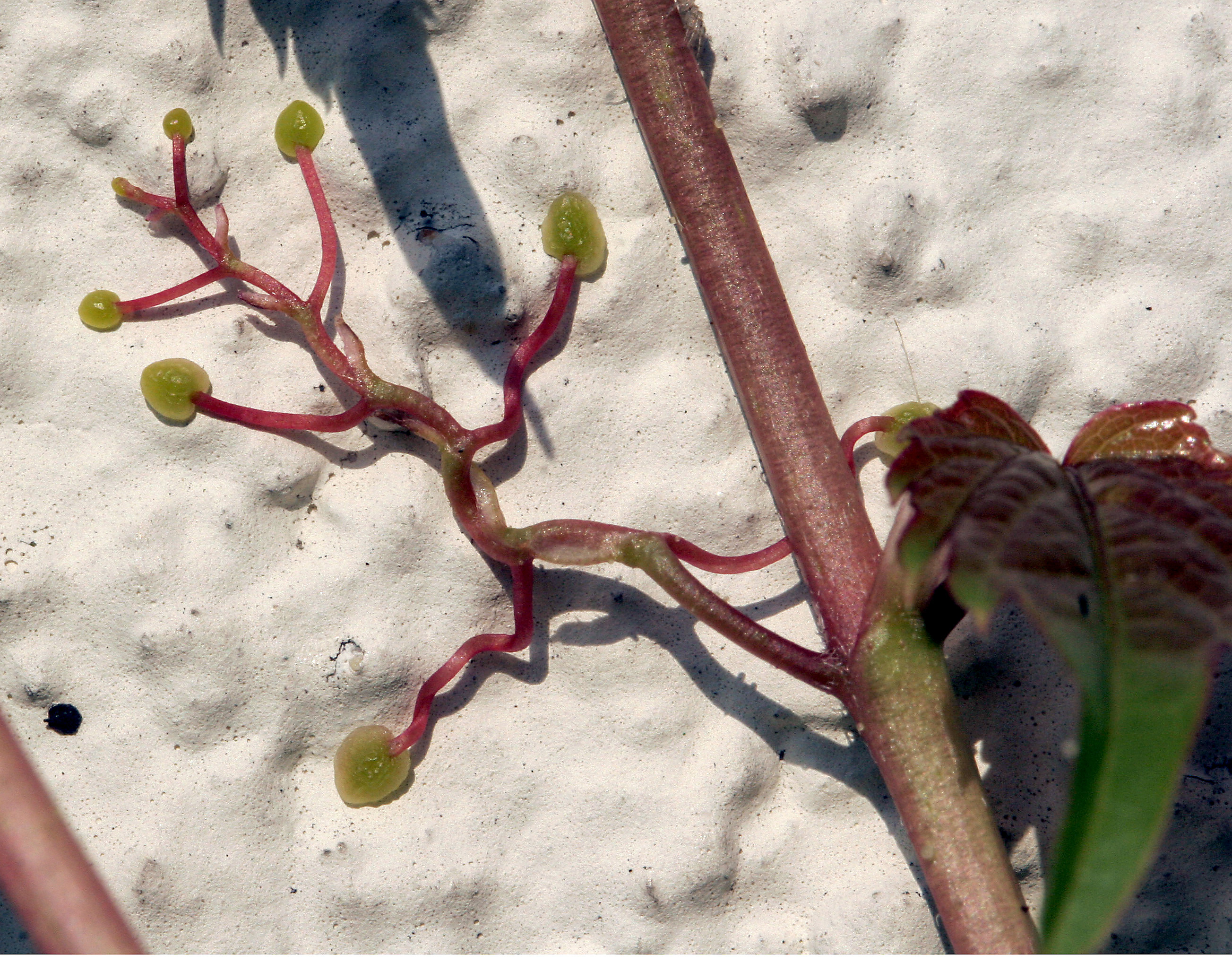
De kleverige schijfjes van de oosterse wingerd
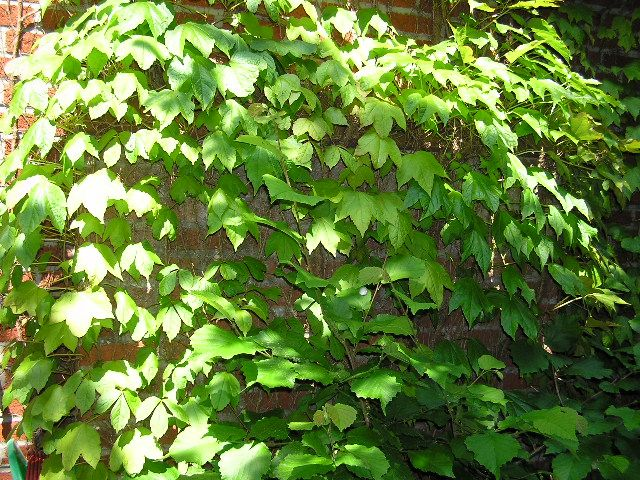
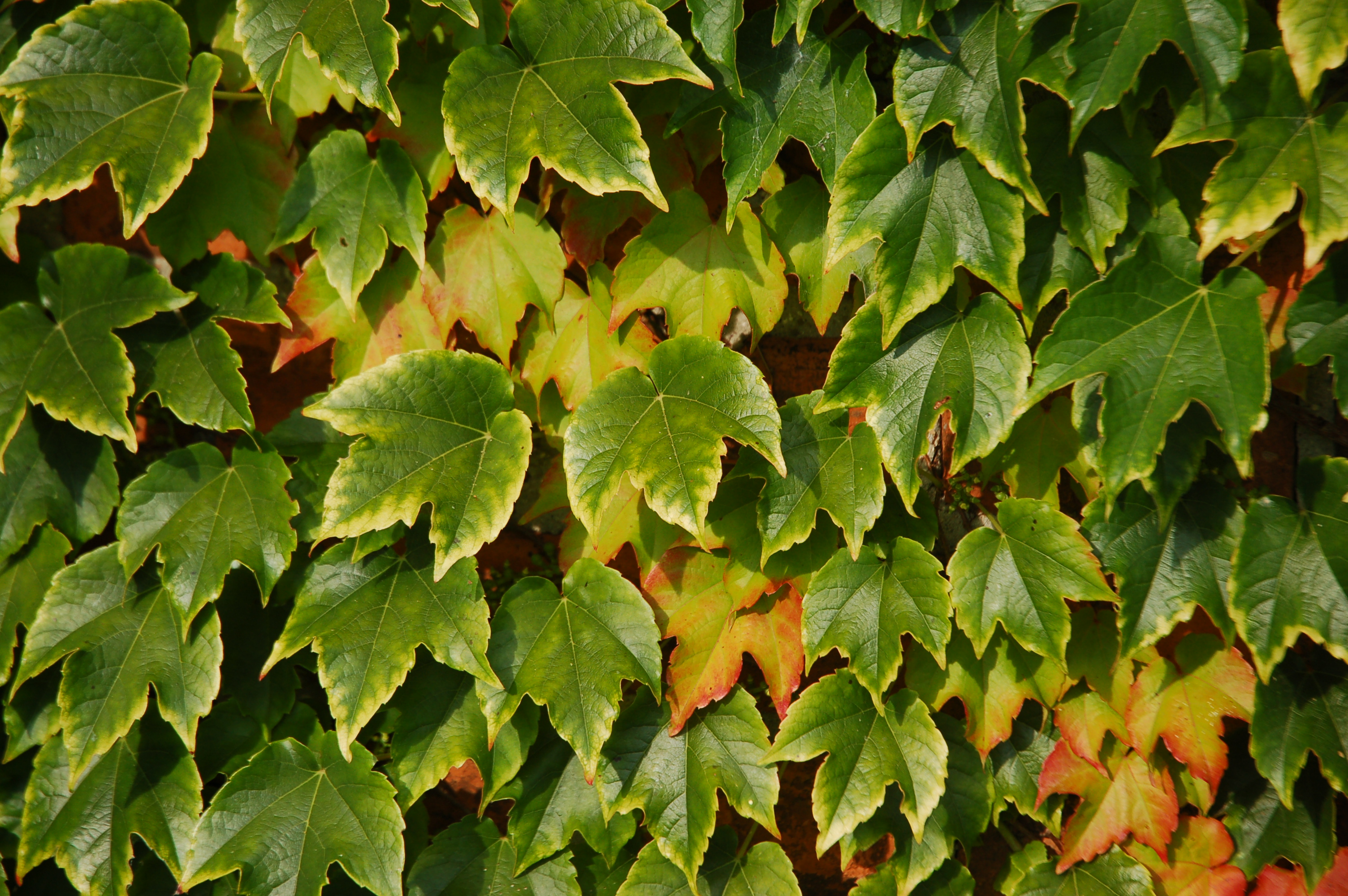

## Cultivars
Er zijn verschillende cultivars van de oosterse wingerd bekend zoals bijvoorbeeld 'Lowi' en 'Veitchii' met vrij kleine bladeren, 'Green Showers' en 'Green Spring' met vrij grote bladeren en 'Purpurea' met bladeren die ook in de zomer rood zijn.

## Geschiedenis
Deze soort werd al voor 1867 in Nederland gebracht en door Philipp Franz von Siebold en Joseph Gerhard Zuccarini als Ampelopsis tricuspidata beschreven.
Ook John Gould Veitch, die in 1860 Japan bezocht, zond al planten en zaden naar Engeland. Daar werden die exemplaren als een soort van het geslacht Ampelopsis gezien en Ampelopsis veitchii genoemd. Tegenwoordig ziet men ze echter als Parthenocissus tricuspidata. Al sinds 1868 wordt deze plant door de firma Veitch and Sons in Exeter verkocht.
... · 
P. dalzielii · 
P. henryana (Chinese wilde wingerd) · 
P. quinquefolia (Vijfbladige wingerd) · 
P. semicordata · 
P. tricuspidata (Oosterse wingerd) · 
P. vitacea (Valse wingerd) ·  
...